# Laurent Giammartini
Laurent Giammartini, né le 2 février 1967 à Paris, est un sportif français, joueur de tennis en fauteuil roulant professionnel dans les années 1990, puis joueur de handi-basket.
N°1 mondial en simple dès 1990 puis officiellement en 1993, il fait partie des tout meilleurs joueurs mondiaux jusqu'en 1997, atteignant aussi la première place en double en 1998. Il a été désigné champion du monde ITF à deux reprises en 1992 et 1994.

## Carrière
Victime d'un accident de cyclomoteur en 1982, Laurent Giammartini perd l'usage de ses deux jambes. Il découvre le tennis fauteuil en 1984.
Il remporte le tournoi en simple messieurs de démonstration des Jeux paralympiques d'été de 1988 à Séoul. Aux Jeux paralympiques d'été de 1992 à Barcelone, il est médaillé de bronze en simple et d'argent en double. Il termine quatrième du tournoi de simple et du tournoi de double messieurs de Jeux paralympiques d'été de 1996 à Atlanta. Aux Jeux paralympiques d'été de 2000, il est éliminé en quarts de finale en simple et en double.
Laurent Giammartini a remporté le Masters en 1995 contre Randy Snow et a atteint la finale en 1996 contre Stephen Welch et en 1998 contre Ricky Molier. Il s'est aussi illustré à deux reprises au Swiss Open et au British Open. Enfin, il a été 12 fois champion de France et deux fois champion du Monde par équipe.
Installé sur la Côte d'Azur, il met un terme à sa carrière en 2001 puis se lance dans le handi-basket et joue le Championnat de France pour le club du Cannet jusqu'en 2010. En 2012, il reprend les compétitions de tennis et dispute annuellement quelques tournois en Europe.
Il travaille pour Artengo.

## Palmarès

### Jeux paralympiques
- médaillé d'or en simple en 1988
- médaillé d'argent en double messieurs en 1992 avec Thierry Caillier
- médaillé de bronze en simple en 1992

### Victoires dans les tournois majeurs
- NEC Masters en 1995
- Swiss Open en 1991 et 1994
- British Open en 1994 et 1996
- Japan Open en 1991, 1992, 1993 et 1997
- Dutch Open en 1991, 1992 et 1994
- USTA National en 1993, 1994, 1995 et 1996
- French Open :
  - en simple en 1991, 1992, 1994
  - en double en 1994, 1996 avec Abde Naili, en 1998 avec Jayant Mistry, en 1999 et 2001 avec Ricky Molier